# Aire d'attraction de Figeac
L'aire d'attraction de Figeac est un zonage d'étude défini par l'Insee pour caractériser l’influence de la commune de Figeac sur les communes environnantes. Publiée en octobre 2020, elle se substitue à l'aire urbaine de Figeac, qui comportait 33 communes dans le dernier zonage qui remontait à 2010.

## Définition
L'aire d'attraction d'une ville est composée d’un pôle, défini à partir de critères de population et d’emploi ainsi que d’une couronne constituée des communes dont au moins 15 % des actifs travaillent dans le pôle. Le pôle d’attraction constitue ainsi un point de convergence des déplacements domicile-travail,.

## Type et composition
L’aire d'attraction de Figeac est une aire inter-départementale qui comporte 59 communes : 51 situées dans le Lot et 8 dans l'Aveyron.
Elle est catégorisée dans les aires de moins de 50 000 habitants, une catégorie qui regroupe 16,6 % de la population d'Occitanie et 12,2 % au niveau national.

### Carte

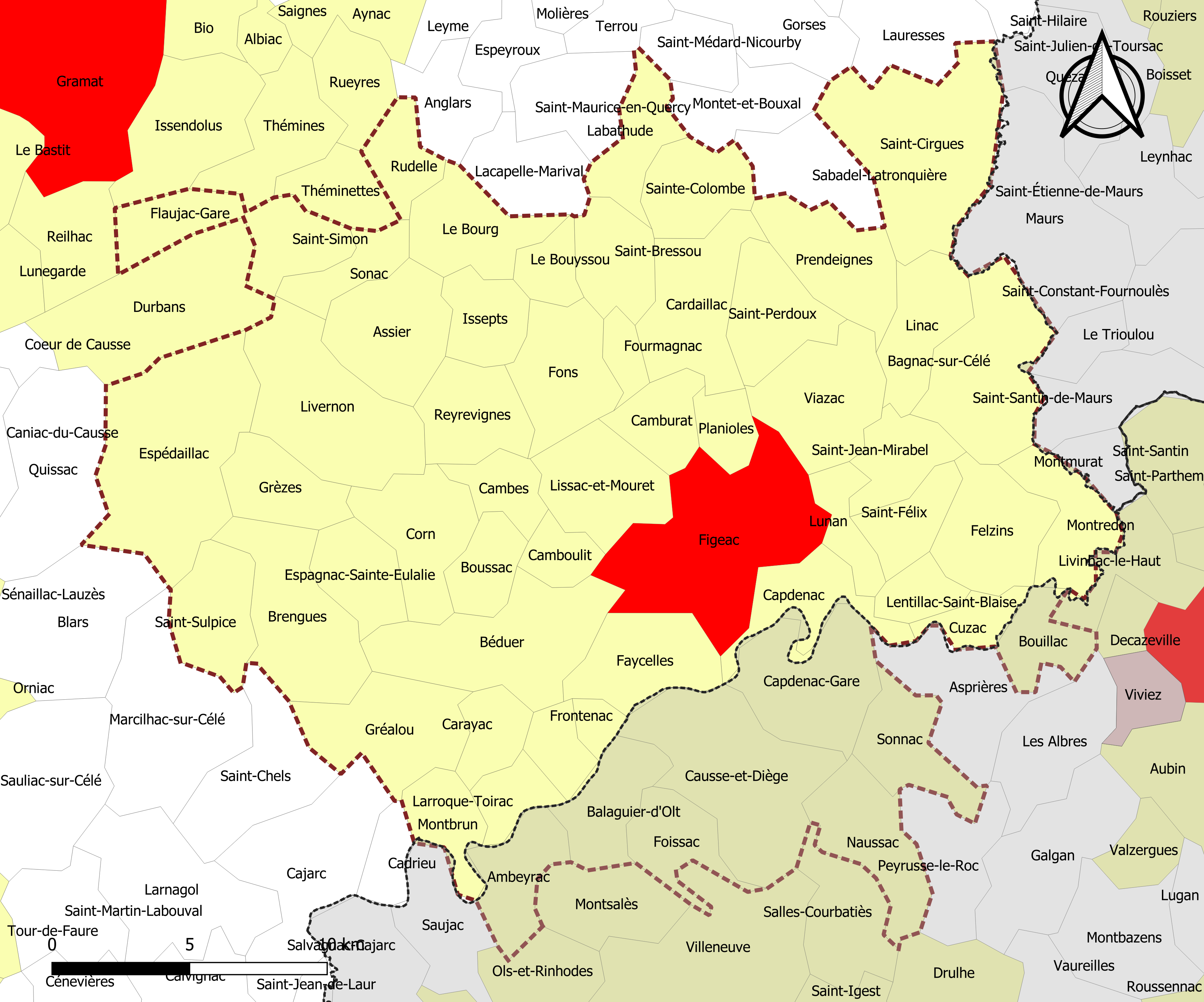
Carte de l'aire d'attraction de Figeac.
Commune-centre
Commune de la couronne

### Composition communale
| Catégorie               | Département | Communes | Communes |
| Catégorie               | Département | Nombre   | Libellé |
| ----------------------- | ----------- | -------- | --- |
| Commune-centre          | Lot         | 1        | Figeac. |
| Communes de la couronne | Lot         | 50       | Assier, Bagnac-sur-Célé, Béduer, Le Bourg, Boussac, Le Bouyssou, Brengues, Cambes, Camboulit, Camburat, Capdenac, Carayac, Cardaillac, Corn, Cuzac, Espagnac-Sainte-Eulalie, Espédaillac, Faycelles, Felzins, Flaujac-Gare, Fons, Fourmagnac, Frontenac, Gréalou, Grèzes, Issepts, Labathude, Larroque-Toirac, Lentillac-Saint-Blaise, Linac, Lissac-et-Mouret, Livernon, Lunan, Montbrun, Montredon, Planioles, Prendeignes, Reyrevignes, Rudelle, Saint-Bressou, Saint-Cirgues, Sainte-Colombe, Saint-Félix, Saint-Jean-Mirabel, Saint-Perdoux, Saint-Pierre-Toirac, Saint-Simon, Saint-Sulpice, Sonac, Viazac. |
| Communes de la couronne | Aveyron     | 8        | Ambeyrac, Balaguier-d'Olt, Bouillac, Capdenac-Gare, Foissac, Naussac, Causse-et-Diège, Sonnac. |